# واچلیا هریدا
واچلیا هریدا (نام علمی: Vachellia horrida) نام یک گونه از سرده اقاقیا است.